# Palacio de Justicia del Condado de Coffee (Alabama)
El Palacio de Justicia del Condado de Coffee es un palacio de justicia histórico ubicado en Elba, Alabama, Estados Unidos siendo una de las dos sedes de condado de Coffee.

## Historia
Está ubicado en el 230 de Court Avenue. Elba está sujeta a frecuentes inundaciones del río Pea; las marcas de agua altas en las paredes del juzgado indican el nivel más alto alcanzado en inundaciones pasadas.
El condado de Coffee también tiene un tribunal en Enterprise que se construyó en 1998. El palacio de justicia de Elba sirve a la parte occidental del condado. El edificio fue agregado al Registro Nacional de Lugares Históricos el 8 de mayo de 1973.